# Sopro de Still
Sopro de Still ou sopro vibratório é um tipo comum de sopro cardíaco funcional benigno que não está associado a qualquer doença. Pode ocorrer em qualquer idade, embora seja mais comum no intervalo entre os dois e os sete anos de idade, e raro em idade adulta. Não requer nenhum tratamento e normalmente se resolve até a adolescência. 

### Sinais e sintomas
O sopro de Still pode ser identificado através da ausculta com o estetoscópio. É descrito como um som vibratório, de curta duração, bastante característico durante o período sistólico. É melhor auscultado na região paraesternal inferior esquerda e com o paciente em posição supina. 